# Ltsen
Ltsen (in armeno Լծեն) è un comune di 178 abitanti (2010) della Provincia di Syunik in Armenia.